# Demain la petite fille sera en retard à l'école
Pour plus de détails, voir Fiche technique et Distribution.
Demain la petite fille sera en retard à l'école est un court métrage d'animation français réalisé par Michel Boschet et sorti en 1979.
Il a remporté le César du meilleur court métrage d'animation en 1980.

## Synopsis
Une écolière rêve, et fait des cauchemars. Le film est inspiré de l'univers de l'auteur de manga japonais Toshio Saeki.

## Fiche technique
- Réalisation : Michel Boschet
- Durée : 4 minutes
- Format : 35 mm
- Production : Argos Films
- Date de sortie : 1979

## Récompenses
- 1980 : César du meilleur court métrage d'animation[2]